# Roton (Rakete)

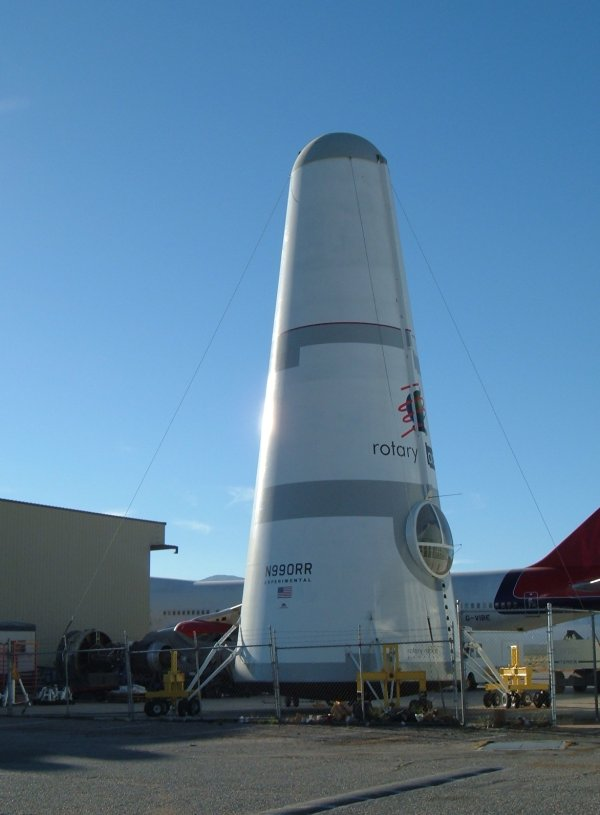
Roton Atmospheric Test Vehicle

Roton ist der Name einer Rakete. Sie wurde im Rahmen eines Projekts zur Entwicklung einer kommerziellen, wiederverwendbaren, bemannten, einstufigen Trägerrakete von der kalifornischen Rotary Rocket Inc. entworfen. Roton sollte senkrecht starten, die Nutzlast im Erdorbit absetzen und dann mit einem Rotorsystem, ähnlich dem eines Hubschraubers, wieder landen. Es sollte eine Nutzlast von bis zu 3200 kg in einen Orbit von 300 km Höhe und 50° Bahnneigung gebracht und optional auch eine Nutzlast aus dem Orbit zurückgebracht werden. Als Treibstoff war Flüssigsauerstoff und RP-1 vorgesehen. Das Startgewicht sollte 180 Tonnen betragen. Die Rakete sollte 19,5 m hoch sein und einen Basisdurchmesser von 6,70 m haben.
Geplant im Jahre 1998 sollte schon 2000 der kommerzielle Betrieb beginnen, mit einem Preis von nur sieben Millionen US-Dollar pro Start.
Mit einem 19,5 m hohen, Atmospheric Test Vehicle genannten Prototypen erfolgten 1999 einige Testflüge in geringer Höhe. Schon der Prototyp  hatte eine Besatzung von zwei Mann. Das Projekt wurde aus finanziellen und technischen Gründen eingestellt, die Firma 2001 aufgelöst.